# Armenian Navy Band
Die Armenian Navy Band (ANB) ist eine armenische Weltmusikformation, die 1998 von Arto Tunçboyacıyan gegründet wurde.

## Geschichte
1998 beschloss Arto Tunçboyacıyan, nach einem ersten Kurzbesuch in Armenien, nach Jerewan zurückzukehren. Dort lernte er den Pianisten und Keyboarder Vahagn Hayrapetyan kennen. Mit ihm zusammen suchte er weitere zehn armenische Musiker, die bis heute die Armenian Navy Band bilden.
1999 wurde die erste CD Bzdik Zinvor aufgenommen. Die erste Europatournee der Armenian Navy Band im Jahr 2000 durch Italien, Deutschland, Österreich und Spanien war ein großer Erfolg. In Istanbul nahmen sie 2001 ihr zweites Album New Apricot auf. Im selben Jahr wurden sie auf dem Tanz&FolkFest in Rudolstadt, dem größten Folk- und Weltmusikfestival Deutschlands, vom Publikum gefeiert.
Im Herbst 2003 wurde der erste und bisher einzige Teil eines Klangprojektes, in einem Studio in Jerewan realisiert: Sound of Our Life – Part One: “Natural Seeds”. Dieses Album erschien im März 2004 in Europa. Es ist ein fast einstündiges Werk von Armenian Navy Band, einem Chor und Streichorchester.
Die Musik ist eine Komposition aus Instrumenten der armenischen und anatolischen Tradition, die mit Elementen aus vielen verschiedenen musikalischen Richtungen verschmolzen werden. Die Besetzung reicht von orientalischen und armenischen Musikinstrumenten wie Duduk, Zurna, Blul, Kamantsche, Kanun bis zu westlichen Instrumenten wie Posaune, Alt-, Tenor-, Sopransaxophone, Trompete, Bass, Schlagzeug, Keyboard und Piano.
Im Frühjahr 2004 eröffnete Arto Tunçboyacıyan im historischen Herzen Jerewans den „ANB Avantgarde Folk Music Club“, der sich in kurzer Zeit zu einer ersten Adresse in der armenischen Musikszene entwickelte.

## Besetzung
- Anahit Artushyan (Kanun)
- Armen Ayvazyan (Kamantsche)
- Vartan Grigoryan (Duduk, Zurna)
- Ashot Harutiunyan (Posaune)
- Vahagn Hayrapetyan (Piano, Keyboard)
- Armen Husnounts (Tenor- und Sopransaxophon)
- Arman Jalayan (Schlagzeug)
- Norair Kartashyan (Blul, Duduk, Zurna)
- Artyom Manukyan (Bass)
- David Nalchajyan (Altsaxophon)
- Tigran Suchyan (Trompete)
- Arto Tunçboyacıyan (Perkussion, Gesang)

## Diskografie
- Bzdik Zinvor. Svota Music, 1999
- New Apricot. Svota Music, 2001
- Sound of Our life – part I “Natural Seeds”. Svota Music und Heaven and Earth, 2004
- How Much Is Yours? Svota Music und Heaven and Earth, 2005